# 水瀨葉月
水瀨葉月（日语：水瀬 葉月，1979年4月29日—），為日本山口縣周南市出身的輕小說作家。
2003年，憑奪得第10屆電擊小說大獎審査員奬勵賞，該作品後來於2004改名為首次登場。

## 作品
輕小說
- 電擊文庫（ASCII MEDIA WORKS）
  - 結界師的賦格曲
  - 魔女啟示錄
  - C3 -魔幻三次方-
  - 藍坂無敵症候群
  - 鮎原夜波總是濕

電視動畫
- Fate/kaleid liner 魔法少女☆伊莉雅（腳本）

劇場版
- 劇場版 Fate/kaleid liner 魔法少女☆伊莉雅 雪下的誓言（系列構成）

## 外部連結
- 水瀨葉月官方網站（日語）